# Masakra w Lidicach
Masakra w Lidicach (cz. Vyhlazení Lidic) – masakra z okresu II wojny światowej, dokonana 10 czerwca 1942 roku przez członków służb mundurowych nazistowskich Niemiec: SS, Gestapo i OrPo we wsi Lidice, ówcześnie położonej w Protektoracie Czech i Moraw (obecnie w Czechach). Stanowiła część odwetu za przeprowadzoną 27 maja 1942 roku przez dwóch wyszkolonych w Wielkiej Brytanii bojowników operację „Anthropoid”, w wyniku której śmierć poniósł protektor Czech i Moraw Reinhard Heydrich. Lidice zostały wybrane jako obiekt odwetu z powodu błędnego powiązania niektórych mieszkańców tej miejscowości z wykonawcami operacji „Anthropoid” i antyniemieckim ruchem oporu w trakcie śledztwa przeprowadzonego przez Gestapo.
Sprawcy zbrodni rozstrzelali na miejscu wszystkich mężczyzn powyżej 16. roku życia, zaś kobiety i dzieci przewieźli do szkoły w pobliskim Kladnie, skąd następnie zdecydowaną większość z nich wysłali do obozów koncentracyjnych, gdzie wiele z nich zmarło. Niewielka liczba lidickich dzieci została poddana germanizacji poprzez umieszczenie w niemieckich rodzinach lub w domu dziecka w Puszczykowie. Podczas masakry w Lidicach zginęło 340 z 503 ich mieszkańców: 192 mężczyzn, 60 kobiet i 88 dzieci. Po usunięciu mieszkańców wsi, wszystkie jej zabudowania zostały zburzone, a teren wyrównany przy pomocy buldożerów, co miało zatrzeć wszelkie ślady ludzkiego osadnictwa na tej ziemi. Po II wojnie światowej Lidice zostały odbudowane 300 metrów od pierwotnego miejsca, które z kolei przeznaczono na urządzenie tzw. Pomnika Lidice (cz. Památník Lidice), kompleksu łączącego zbiorowy grób lidickich mężczyzn, pomnik i muzeum tragedii z 1942 roku. Do odbudowanej wsi powróciły po wojnie 143 ocalałe mieszkanki i 17 ocalałych dzieci.
Masakra w Lidicach stała się jednym z najbardziej znanych przykładów okrucieństwa nazistowskich Niemiec. Na całym świecie spotkała się z niedowierzaniem i gniewem, a także z wyrazami solidarności. Doczekała się licznych form upamiętnienia i odniesień w kulturze.

## Tło

### Zamach na Reinharda Heydricha
27 maja 1942 roku dwóch wyszkolonych w Wielkiej Brytanii bojowników, Jan Kubiš i Jozef Gabčík, dokonało w Pradze udanego zamachu na protektora Czech i Moraw Reinharda Heydricha, realizując tym samym operację „Anthropoid”, zaplanowaną kilka miesięcy wcześniej przez czechosłowacki rząd emigracyjny w porozumieniu z brytyjskim Kierownictwem Operacji Specjalnych (ang. Special Operations Executive). Przebieg zamachu nie był zgodny z planem, przez co Heydrich nie zginął na miejscu, lecz odniósł poważne obrażenia. W ich wyniku zmarł 4 czerwca 1942 roku w szpitalu.

### Plan odwetu za zamach
Niespodziewana i kompromitująca dla służb bezpieczeństwa III Rzeszy śmierć jednego z najwyższych niemieckich dostojników wywołała u przywódcy III Rzeszy Adolfa Hitlera wściekłość i żądzę odwetu. W pierwszych dniach po zamachu Gestapo i SS wytropiły i zamordowały na terenie Protektoratu Czech i Moraw agentów, członków antyniemieckiego ruchu oporu oraz każdego podejrzanego o zaangażowanie w zabójstwo Heydricha – łącznie ponad 1000 osób. Ponadto 3000 Żydów deportowano z getta Theresienstadt do obozu zagłady, w Berlinie zaś aresztowano 500 Żydów, z czego 152 z nich stracono w dniu śmierci protektora.

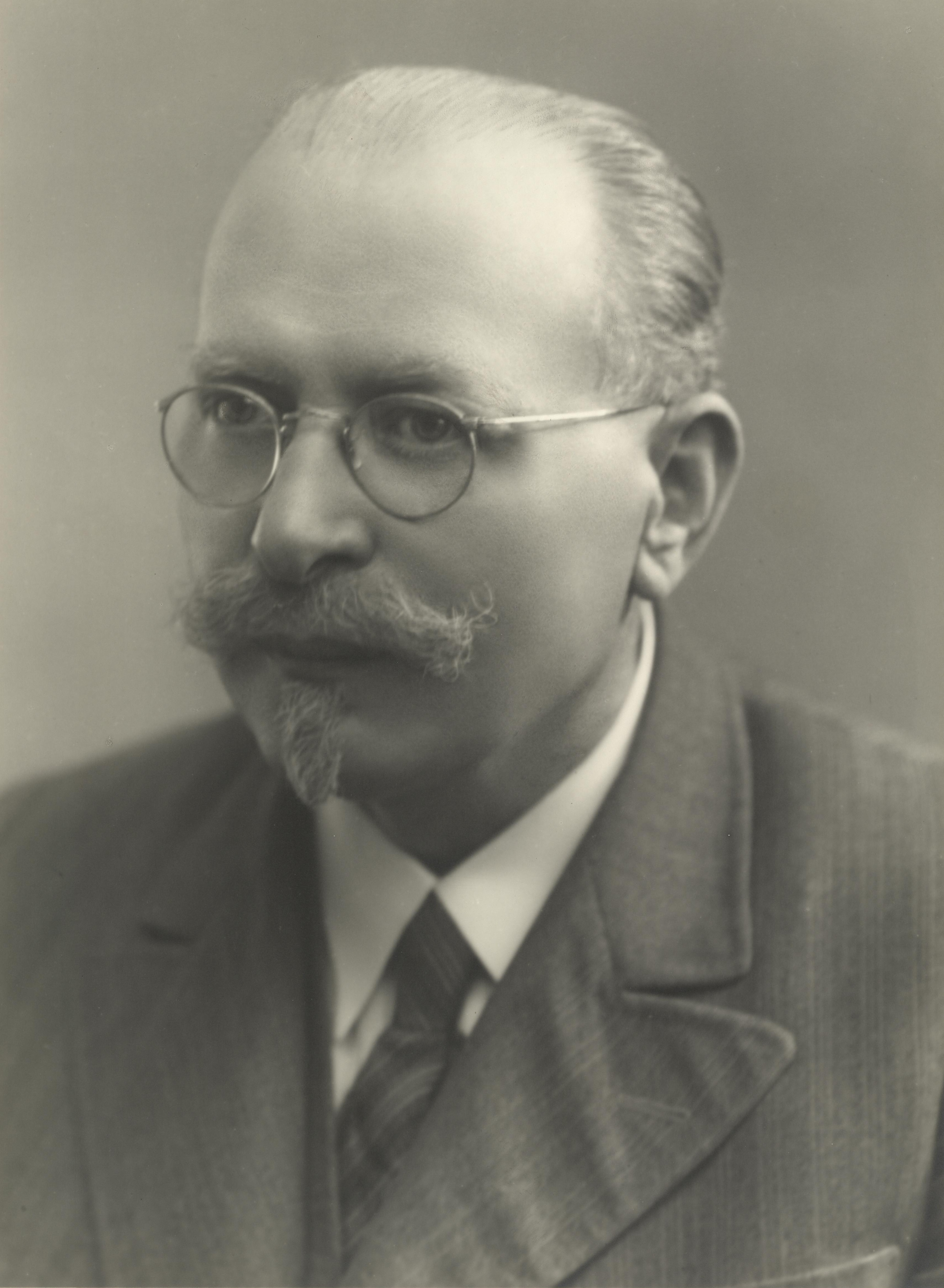
Jaroslav Pála – człowiek, który zapoczątkował proces powiązywania Lidic ze sprawcami zamachu na Reinharda Heydricha

9 czerwca 1942 roku, tuż po przeprowadzonym z państwowymi honorami pogrzebie Reinharda Heydricha, Karl Hermann Frank, Wyższy Dowódca SS i Policji w Protektoracie Czech i Moraw, mający ambicje przejęcia stanowiska protektora, przedstawił Hitlerowi plan dalszej zemsty za śmierć Heydricha. Według niego wymordowani powinni zostać mieszkańcy wsi Lidice, położonej około 20 km na północny zachód od Pragi. Zamieszkała przez 503 osoby wieś została wybrana jako obiekt odwetu w wyniku zdarzenia z 3 czerwca 1942 roku, które dało podstawy do powiązania jej z zamachowcami i ruchem oporu. Tego dnia Jaroslav Pála, właściciel fabryki baterii w Slanach, otrzymał list miłosny zaadresowany do jednej z pracownic fabryki, Anny Maruščákovej, wówczas nieobecnej w pracy z powodu choroby. Autorem listu był tajemniczy Milan.
List wzbudził u Páli podejrzenia związane z ewentualnym uczestnictwem jego autora w zamachu na Heydricha, w związku z czym niedługo później powiadomił miejscowy posterunek żandarmerii, a następnie dał go przybyłemu do jego biura w fabryce funkcjonariuszowi Františkowi Vybíralowi. Ten potem przekazał list swojemu przełożonemu, komendantowi żandarmerii Františkowi Polákowi, który niezwłocznie poinformował o nim urząd Gestapo w Kladnie. Funkcjonariusze nazistowskiej tajnej policji jeszcze tego samego dnia aresztowali Annę Maruščákovą, która w trakcie przesłuchania wplątała w sprawę zamachu mieszkającą w Lidicach rodzinę Horáków, znanych sympatyków aliantów (ich syn Josef przebywał w Wielkiej Brytanii, gdzie służył w podległej RAF czechosłowackiej 113 Eskadrze Bombowej). Wkrótce ujęli także i poddali brutalnym przesłuchaniom Milana – okazał się nim być pracownik kladeńskiej huty żelaza Václav Říha, żonaty dwudziestotrzylatek, który tajemniczo podpisanym listem chciał zakończyć romans z dziewiętnastoletnią Maruščákovą. Na podstawie jego wymuszonych brutalnym traktowaniem zeznań gestapowcy ukuli rzekome powiązania niektórych mieszkańców Lidic z zamachem na protektora Czech i Moraw. 24 października 1942 roku Říha i Maruščáková zostali straceni w obozie koncentracyjnym Mauthausen, natomiast w dotyczącym rodziny Horáków osobnym śledztwie Gestapo ostatecznie nie znalazło żadnego związku między tą rodziną a śmiercią Heydricha. W tym samym dniu, w którym Frank zaprezentował plan zagłady Lidic, Hitler – zdeterminowany by ukarać Czechów bez względu na ich rzeczywisty współudział w zamachu – wydał w Berlinie rozkaz dotyczący dalszych losów wsi o następującej treści:
1. Wszystkich dorosłych mężczyzn rozstrzelać;
2. Wszystkie kobiety przetransportować do obozów koncentracyjnych;
3. Wybrać dzieci, które można poddać germanizacji i przekazać je rodzinom SS w Rzeszy. Resztę dzieci wychować w inny sposób;
4. Wieś spalić i zrównać z ziemią[3].

## Przebieg
Jeszcze we wtorek 9 czerwca 1942 roku, kilka godzin po rozkazie Adolfa Hitlera, Lidice otoczyły jednostki SS. O 21.00 do wsi wjechało dziesięć ciężarówek pełnych żołnierzy, policjantów i gestapowców. Miejscowego wójta zmuszono do wydania wszystkich dokumentów gminy i kosztowności, a po północy wszystkich mieszkańców wyprowadzono z domów. Nikomu nie pozwolono opuścić wioski, a każdy, kto próbował uciekać, został zastrzelony. Wszyscy mężczyźni w wieku powyżej szesnastu lat, w sumie 173, zostali oddzieleni od reszty mieszkańców i zamknięci w piwnicy, stodole oraz oborze gospodarstwa rodziny Horáków. Następnie wyprowadzano ich w dziesięcioosobowych grupach, ustawiano w szeregu przy stodole i rozstrzeliwano. Ściany stodoły obłożono materacami celem zapobieżenia rykoszetowaniu pocisków. Cała akcja trwała od świtu do 16.00. Chociaż rozstrzelani mieli zostać wyłącznie mężczyźni starsi niż szesnastoletni, wśród ofiar zdarzali się też młodsi – najmłodszą był Josef Hroník, w momencie śmierci niemający ukończonego piętnastego roku życia. Wśród rozstrzelanych znalazł się także ksiądz Josef Štemberka, proboszcz miejscowej parafii św. Marcina, który w przeddzień tragedii przebywał poza Lidicami i który został potajemnie ostrzeżony, aby nie wracał do wsi. Ten jednak pospiesznie pojechał do Lidic, chcąc umrzeć wraz ze swoimi parafianami. Ciała zamordowanych nie były usuwane. Kolejni mężczyźni, którzy przychodzili pod „ścianę śmierci”, musieli stanąć przed zwłokami uprzednio zamordowanych, a pluton egzekucyjny za każdym razem cofał się o krok. Dopiero po rozstrzelaniu wszystkich mieszkańców, zwłoki pogrzebano w masowym grobie, wykopanym przez więźniów z położonego nieopodal obozu koncentracyjnego w Terezinie. W lidickiej zbrodni uczestniczyli m.in. dowódca urzędu Gestapo w Kladnie, SS-Hauptsturmführer Harald Wiesmann i jego zastępca, SS-Sturmscharführer Thomas Thomsen. Od godzin porannych 10 czerwca przeprowadzanie egzekucji osobiście nadzorował Karl Hermann Frank.
Jeszcze przed zamordowaniem lidickich mężczyzn, miejscowe kobiety i dzieci zostały przewiezione do Kladna, gdzie umieszczono je w miejscowej szkole. Następnie siedem kobiet zabrano do Pragi i tam zastrzelono, a pozostałe – w sumie 195 – wysłano do obozu koncentracyjnego Ravensbrück, gdzie 49 z nich zmarło: siedem zabito w komorach gazowych, zaś pozostałe straciły życie z powodu fatalnych warunków i brutalnego traktowania przez strażników.
Zgodnie z rozkazem z 9 czerwca te dzieci z Lidic, które naziści uznali za „najbardziej wytrzymałe” miały zyskać nową tożsamość poprzez germanizację za sprawą życia wśród Niemców. Ostatecznie los taki spotkał dziesięcioro dzieci: troje wysłano na wychowanie do rodzin niemieckich, zaś siedmioro z 89 przetransportowanych pociągiem do Łodzi, do obozu internowania urządzonego w dawnej fabryce, umieszczono w domu dziecka w Puszczykowie (niem. Gaukinderheim Puschkau) niedaleko Poznania, gdzie następnie poddano je reedukacji. Pozostałe 82 lidickich dzieci 2 lipca 1942 roku przewieziono do obozu zagłady w Chełmnie nad Nerem, w którym zostały zamordowane przez zagazowanie w mobilnych komorach gazowych.

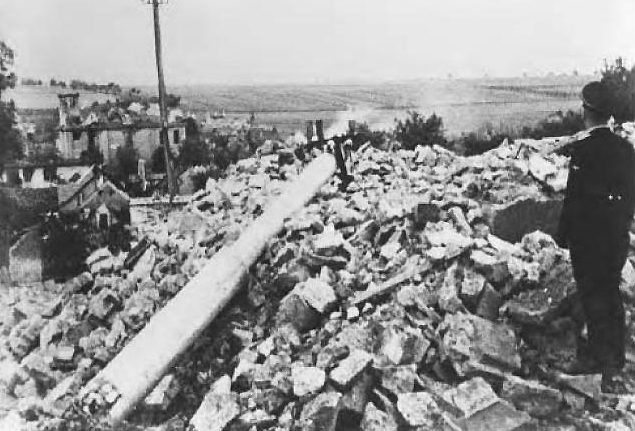
Gruzowisko po zburzeniu wsi na zdjęciu z okresu od 1942 do 1944 roku

16 czerwca 1942 roku w Pradze rozstrzelano kolejnych 26 mieszkańców Lidic, którzy w dniu masakry we wsi z różnych przyczyn byli poza nią – dziewiętnastu mężczyzn (szesnastu, którzy feralnego dnia byli w pracy na nocnej zmianie, jednego przebywającego w szpitalu i dwóch chłopców, u których stwierdzono ukończony piętnasty rok życia) oraz siedem kobiet: sześć z rodziny Horáków i panią Stříbrną (matkę pilota RAF Josefa Stříbrnego). Dodatkowo trzy osadzone w obozie koncentracyjnym kobiety z Lidic zmarły w trakcie marszu śmierci w 1945 roku.
Niemieccy naziści byli zdeterminowani, aby zatrzeć wszelkie ślady po Lidicach, w związku z czym – po pozbyciu się mieszkańców – wszystkie zabudowania wsi zostały po kolei wyburzone przy użyciu materiałów wybuchowych. Nie oszczędzono nawet miejscowego cmentarza, który został rozkopany. Następnie teren, na którym uprzednio istniała wieś, wyrównano za pomocą buldożerów, po czym posiano w tym miejscu rośliny. Zasypano także znajdujący się na przedmiotowym terenie staw i przesunięto koryto przepływającego przezeń potoku. Nazwa wsi została później usunięta ze wszystkich niemieckich map.

## Skutki, reakcje i następstwa
Masakrę w Lidicach przypłaciło życiem 340 z 503 ich mieszkańców: 192 mężczyzn, 60 kobiet i 88 dzieci. Tragedię przeżyło trzech męskich mieszkańców Lidic: Josef Horák i Josef Stříbrný, przebywający w Wielkiej Brytanii piloci RAF, oraz jeden osadzony w więzieniu w Pradze w czasie wydarzeń z 10 czerwca. Po II wojnie światowej do wsi wróciły 143 ocalałe mieszkanki i 17 ocalałych dzieci (zamieszkały z matkami, które przeżyły wojnę lub z dalszymi rodzinami). Jednym z ocalałych lidickich dzieci i zarazem jednym z najdłużej żyjących świadków masakry była zmarła w 2021 roku w wieku 88 lat Marie Šupíková z domu Doležalová. Znalazła się ona wśród 89 dzieci wysłanych do Łodzi, a następnie była wśród siedmiorga umieszczonych w podpoznańskim domu dziecka. W 1943 roku została adoptowana przez niemiecką rodzinę, która zmieniła jej personalia na Ingeborg Schiller, a w 1946 roku – dzięki staraniom czechosłowackiego komitetu repatriacyjnego – została zgłoszona władzom w Pradze przez przybranych rodziców i wróciła do Czechosłowacji w lipcu tego samego roku. Jako, że jej oboje rodzice nie przeżyli lidickiej tragedii, zamieszkała wraz z ciotką w Kročehlavach, gdzie osiedliło się także wielu innych ocalałych z Lidic, a po urodzeniu córki w 1955 roku zamieszkała w odbudowanych Lidicach. W późniejszych latach działała na rzecz zachowania pamięci o masakrze jako przestrogi dla przyszłych pokoleń. Innym ocalałym dzieckiem z Lidic, które wróciło do wsi był Václav Zelenka. Powrócił on do Lidic jako ośmiolatek w 1947 roku z Niemiec, gdzie żył z rodziną adopcyjną. W późniejszych latach został burmistrzem odbudowanych Lidic.

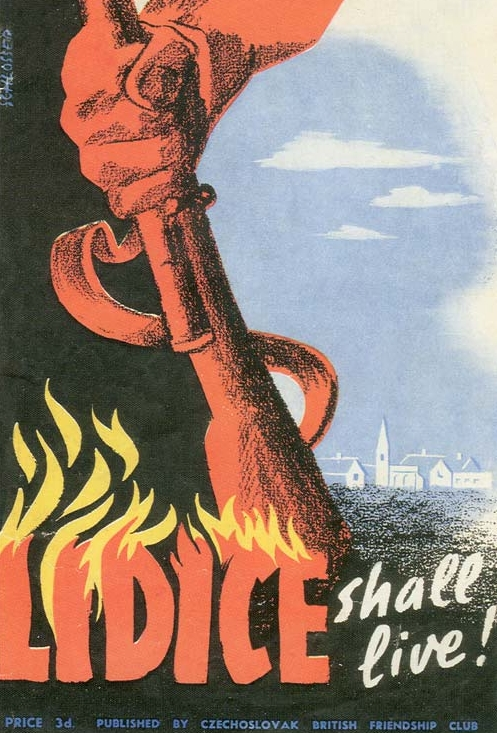
Brytyjski plakat z hasłem Lidice Shall Live z okresu II wojny światowej

Efekty masakry zostały sfilmowane przez Niemców, a powstały materiał nazistowska propaganda wykorzystywała później w celu stłumienia dalszego oporu w Protektoracie Czech i Moraw. Na drugi dzień po dokonaniu zbrodni rozgłośnia radiowa Protektoratu nadała oficjalną audycję, w której dumnie ogłoszono fakt przeprowadzenia eksterminacji Lidic, a także podano jej powody. Dzięki temu o tragedii wsi dowiedział się zewnętrzny świat, który zareagował na nią niedowierzaniem i gniewem, ale także wyrazami solidarności. We wrześniu 1942 roku w brytyjskim mieście Stoke-on-Trent lokalny poseł Barnett Stross zapoczątkował kampanię Lidice Shall Live (pol. „Lidice będą żyć”), w ramach której poproszono robotników i górników z północnej części hrabstwa Staffordshire o przekazanie tygodniowych pensji na pomoc w odbudowie wsi. W ten sposób na odbudowę Lidic zebrano około miliona funtów (według dzisiejszej wartości). Natomiast amerykański sekretarz marynarki wojennej Frank Knox odniósł się do eksterminacji Lidic w następujących słowach: „Kiedy przyszłe pokolenia zapytają nas, o co walczyliśmy w tej wojnie, powiemy im, co się stało w Lidicach”. Innym przykładem reakcji Amerykanów na masakrę w Lidicach były plakaty z napisem „Nie zapomnimy o Pearl Harbor i Lidicach”.
24 czerwca 1942 roku Niemcy wymordowali wszystkich dorosłych mieszkańców innej położonej w Protektoracie Czech i Moraw wsi, Ležáky, gdzie znajdowała się radiostacja, która odegrała ważną rolę w przygotowaniu zamachu na Reinharda Heydricha.
Główny architekt masakry w Lidicach, Karl Hermann Frank, 9 maja 1945 roku poddał się żołnierzom amerykańskim, którzy przekazali go władzom Czechosłowacji. W marcu i kwietniu 1946 roku toczył się jego proces przed Trybunałem Ludowym w Pradze, w którym za zbrodnie wojenne i zbrodnie przeciwko ludzkości został skazany na karę śmierci przez powieszenie. Wyrok wykonano publicznie na terenie praskiego więzienia Pankrác 22 maja 1946 roku. Z kolei w 1947 roku, na mocy wyroku praskiego Trybunału Ludowego straceni zostali wykonawcy zbrodni: dowódca urzędu Gestapo w Kladnie Harald Wiesmann, jego zastępca Thomas Thomsen, członkowie Gestapo O. Felkl, W. Forster i O. Gehle oraz kierowca R. Vlček.
Jaroslav Pála, który de facto zapoczątkował tragedię Lidic, został aresztowany krótko po wybuchu powstania praskiego 6 maja 1945 roku na rozkaz rewolucyjnego okręgowego komitetu narodowego w Slanach, który przejął tam władzę po upadku okupacyjnej administracji niemieckiej i który m.in. zajmował się ściganiem osób podejrzewanych o kolaborację. 2 maja 1947 roku wyrokiem Nadzwyczajnego Sądu Ludowego został skazany na karę dożywotniego pozbawienia wolności, którą w maju 1955 roku na mocy amnestii zamieniono mu na 25-letnie pozbawienie wolności; kara miała wygasnąć w 1970 roku. Podczas odsiadki Pála bezskutecznie starał się o złagodzenie kary (w 1948 i w 1957 roku), ponadto bezskutecznie jego córka zabiegała o jego ułaskawienie u prezydenta Czechosłowacji Klementa Gottwalda (w 1951 roku). Zmarł 9 marca 1963 roku w więzieniu w Ilavie.
W 1947 roku położono kamień węgielny pod odbudowę Lidic w odległości 300 m od miejsca, w którym pierwotnie się znajdowały, zaś w maju 1948 roku rozpoczęto budowę pierwszych domów. Jednym z ostatnich budynków w odbudowywanej wsi był dom kultury, którego budowa rozpoczęła się w połowie lat 50. XX wieku, a zakończyła w 1962 roku. Natomiast w pierwotnej lokalizacji wsi na przestrzeni lat urządzono kompleks łączący zbiorowy grób lidickich mężczyzn, pomnik i muzeum – tzw. Pomnik Lidice (cz. Památník Lidice).

## Upamiętnienie

### Pomnik Lidice

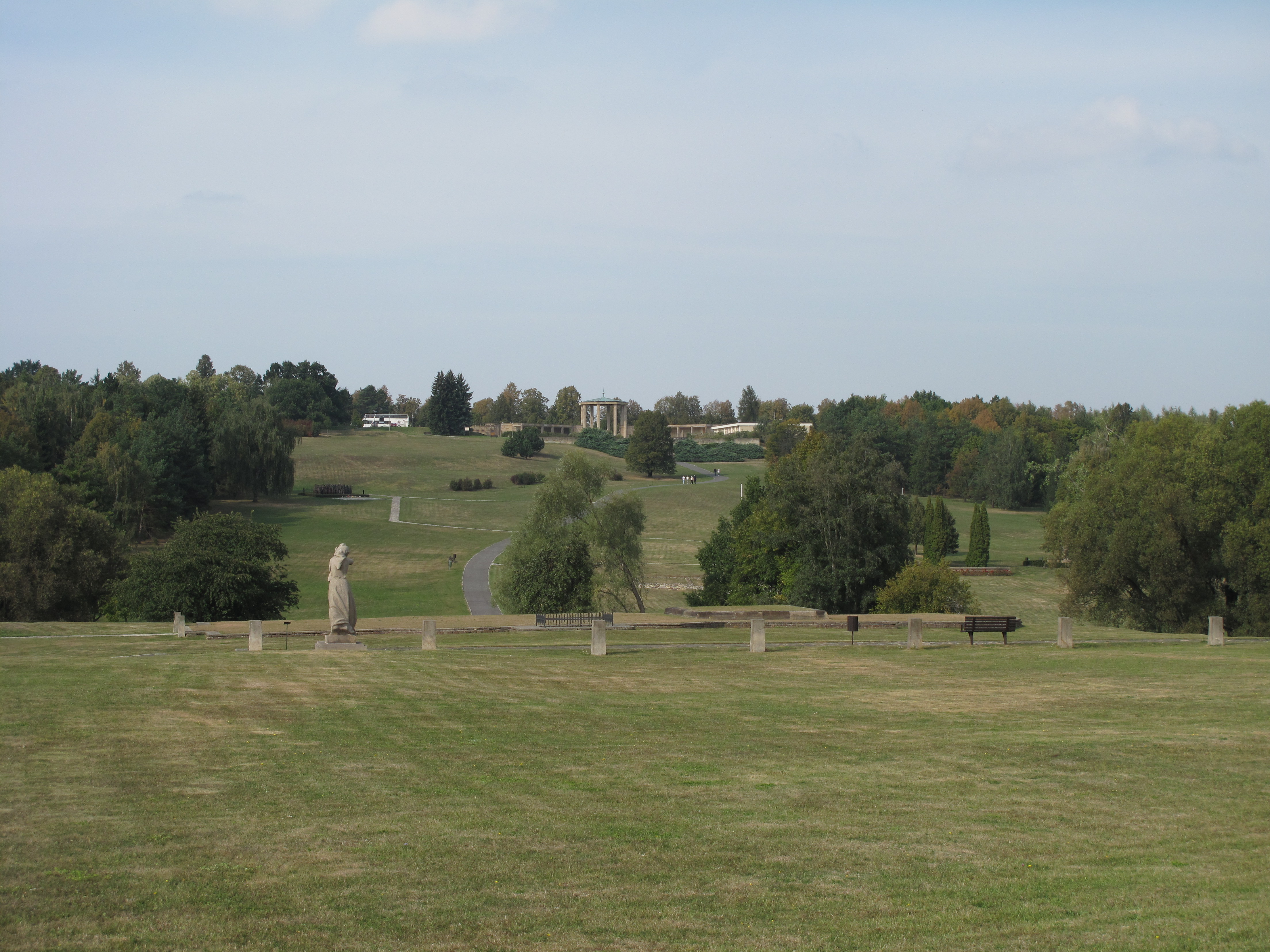
Widok ogólny na obszar Pomnika Lidice w 2009 roku

Mieści się na terenie pierwotnych Lidic i stanowi główne miejsce upamiętnienia masakry. Do tego celu oryginalną lokalizację wsi wykorzystano już w 1945 roku, kiedy z inicjatywy jednego z oddziałów Armii Czerwonej powstał tam pierwszy pomnik. Na początku lat 50. XX wieku otwarto tam natomiast pierwsze muzeum tragedii w Lidicach, które w 1962 roku, z okazji 20. rocznicy masakry wsi, zastąpiono nowym obiektem, a ponadto oddano do użytku główny pomnik upamiętniający tragedię, cechujący się kolumnadami. Z czasem obok budynku muzeum powstały dwie hale wystawowe, a na reszcie pierwotnego obszaru Lidic także Różany Sad Przyjaźni i Pokoju (cz. Růžový sad přátelství a míru), charakteryzujący się 24 tysiącami krzewów z 240 gatunków i odmian róż, Pomnik dziecięcych ofiar wojny (cz. Pomník dětských obětí války), poświęcony lidickim dzieciom, które zginęły w niemieckim obozie zagłady i jednocześnie także wszystkim dzieciom-ofiarom II wojny światowej oraz inne dzieła rzeźbiarskie, takie jak np. posąg kobiety zasłaniającej twarz przed płomieniami z płonącej wsi autorstwa Karela Lidický’ego, czy rzeźba chłopca i dziewczynki o nazwie Mír (pol. „Pokój”), autorstwa Karela Hladíka.

### Inne formy upamiętnienia

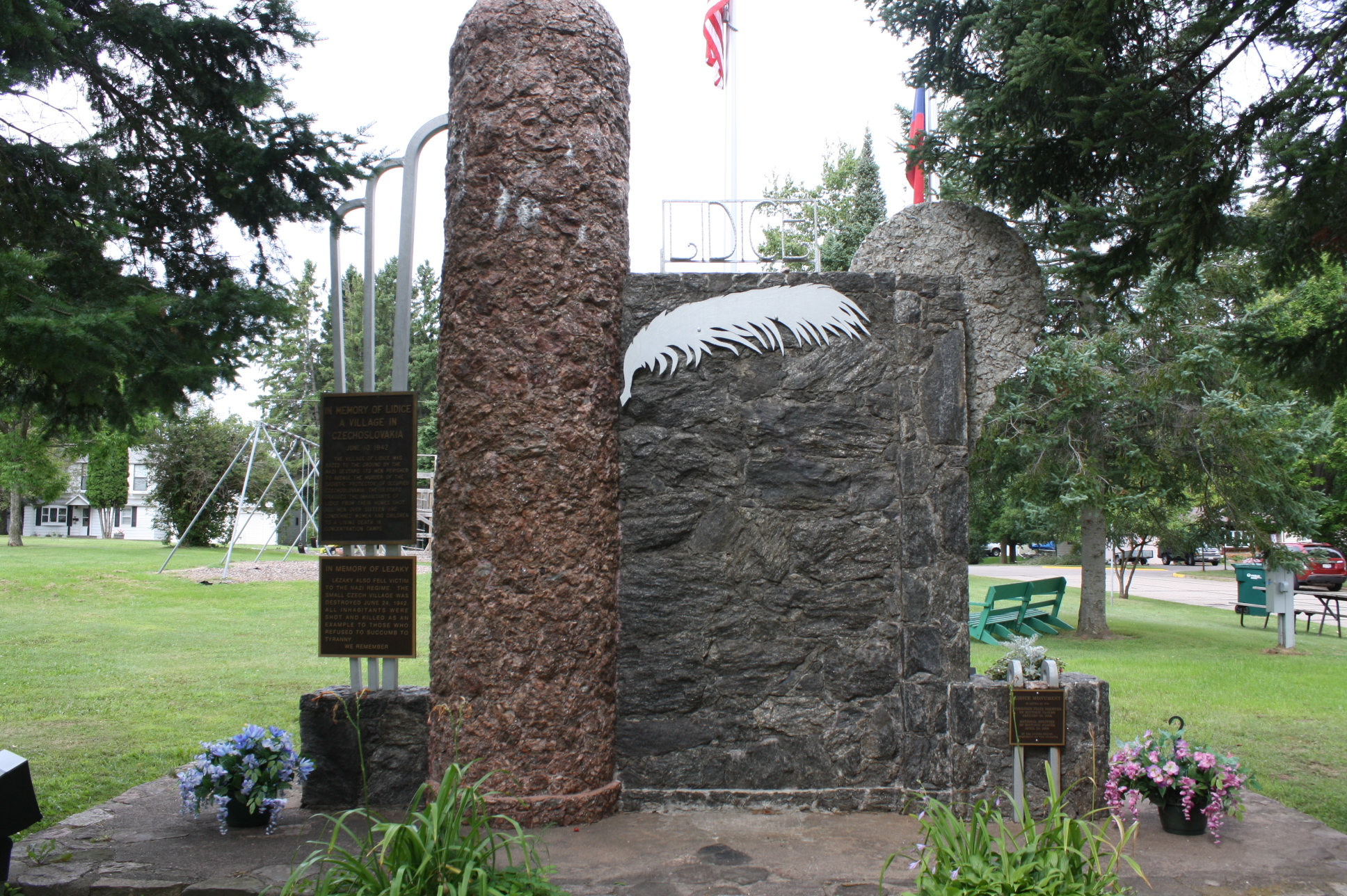
Pomnik masakry w Lidicach w Phillips w stanie Wisconsin

Na cześć masakry w Lidicach nazwę Lidická nadano ulicom w wielu miastach Czech, m.in. w Pradze, Boguminie, Brnie, Karlowych Warach, Ołomuńcu i Pilźnie, a także ulicy w Preszowie na Słowacji.
W następstwie lidickiej tragedii wiele wsi i miasteczek w Stanach Zjednoczonych przemianowano na Lidice. Nazwę tę przyjęła też mała dzielnica w Joliet w stanie Illinois, co amerykański prezydent Franklin Delano Roosevelt w oficjalnym oświadczeniu skomentował następująco: „Nazwa Lidice miała zostać wymazana z historii. Zamiast zostać zabite, jak chcieliby naziści, Lidice otrzymały nowe życie”. W USA powstały ponadto dwa pomniki zbrodni z 10 czerwca 1942 roku: w Crest Hill (wybudowany w 1942 roku) i w Phillips w stanie Wisconsin (wybudowany w 1944 roku).
31 października 1943 roku w hołdzie zniszczonej wsi miasto Potrero w Panamie przyjęło nazwę Lídice. Także w tym samym roku na cześć masakry północnej części meksykańskiej wsi San Jerónimo Aculco nadano nazwę San Jerónimo Lídice (południowa część dalej była nazywana San Jerónimo Aculco). W latach 60. XX wieku wieś San Jerónimo Aculco-Lídice stała się dzielnicą miasta Meksyk. Obecnie lidicką masakrę upamiętnia tam również plac przed kościołem.

## Wykorzystanie w kulturze
W 1942 roku amerykańska poetka Edna St. Vincent Millay napisała odnoszącą się do masakry w Lidicach balladę The Murder of Lidice, będącą jednym z wierszy propagandowych napisanych na zlecenie organizacji Writers’ War Board po ataku na Pearl Harbor.
W 1943 roku powstał brytyjski film krótkometrażowy The Silent Village w reżyserii Humphreya Jenningsa, którego fabuła stanowiła śmiałą rekonstrukcję wydarzeń z Lidic odegraną przez walijskich górników we wsi Cwmgiedd w południowej Walii.
W drugiej połowie XX wieku powstały dwa filmy dokumentalne o lidickiej tragedii: czechosłowacki Lidice z 1965 roku i zachodnioniemiecki Die Hoffnung stirbt zuletzt – Lidice z 1982 roku.
W wydanym w 1971 roku zbiorze opowiadań Śmierć pięknych saren ich autor Ota Pavel wspomina Lidice i tragedię, która w nich się wydarzyła. 
1 czerwca 2011 roku w Pradze premierę miał czeski dramat wojenny Lidice w reżyserii Petra Nikolaeva, opowiadający o wydarzeniach z 10 czerwca 1942 roku, ukazanych z perspektywy mężczyzny, który podczas eksterminacji Lidic przebywał w więzieniu, a po wyjściu na wolność zmagał się z traumą ocalałego. Światowa premiera filmu odbyła się 2 czerwca 2011 roku.